# العلاقات البريطانية الجيبوتية
العلاقات البريطانية الجيبوتية هي العلاقات الثنائية التي تجمع بين المملكة المتحدة وجيبوتي.

## مقارنة بين البلدين
هذه مقارنة عامة ومرجعية للدولتين:
| وجه المقارنة                                              | المملكة المتحدة                 | جيبوتي                    |
| --------------------------------------------------------- | ------------------------------- | ------------------------- |
| المساحة (كم2)                                             | 242.50 ألف                      | 23.20 ألف                 |
| عدد السكان (نسمة)                                         | 66.02 مليون                     | 956.99 ألف                |
| الكثافة السكانية (ن./كم²)                                 | 272.25                          | 41.25                     |
| العاصمة                                                   | لندن                            | جيبوتي                    |
| اللغة الرسمية                                             | لغة إنجليزية، اللغة الويلزية    | لغة فرنسية، اللغة العربية |
| العملة                                                    | جنيه إسترليني                   | فرنك جيبوتي               |
| الناتج المحلي الإجمالي (بليون دولار)                      | 2.62 تريليون                    | 1.84 مليار                |
| الناتج المحلي الإجمالي (تعادل القوة الشرائية) بليون دولار | 2.72 تريليون                    | 3.10 مليار                |
| الناتج المحلي الإجمالي الاسمي للفرد دولار أمريكي          | 43.88 ألف                       | 1.95 ألف                  |
| الناتج المحلي الإجمالي للفرد دولار أمريكي                 | 40.23 ألف                       | 3.27 ألف                  |
| مؤشر التنمية البشرية                                      | 0.907                           | 0.470                     |
| رمز المكالمات الدولي                                      | +44                             | +253                      |
| رمز الإنترنت                                              | .uk، .gb                        | .dj                       |
| المنطقة الزمنية                                           | توقيت غرينيتش، توقيت غرب أوروبا | ت ع م+03:00               |

## منظمات دولية مشتركة
يشترك البلدان في عضوية مجموعة من المنظمات الدولية، منها:
| علم المنظمة | اسم المنظمة                        | تاريخ انضمام المملكة المتحدة | تاريخ انضمام جيبوتي |
| ----------- | ---------------------------------- | ---------------------------- | ------------------- |
|             | مؤسسة التنمية الدولية              | 24 سبتمبر 1960               | 1 أكتوبر 1980       |
|             | يونسكو                             | 4 نوفمبر 1946                | 31 أغسطس 1989       |
|             | وكالة ضمان الاستثمار متعدد الأطراف | 12 أبريل 1988                | 12 يناير 2007       |
|             | الأمم المتحدة                      | 24 أكتوبر 1945               | 20 سبتمبر 1977      |
|             | الاتحاد البريدي العالمي            | ?                            | ?                   |
|             | البنك الدولي للإنشاء والتعمير      | 27 ديسمبر 1945               | 1 أكتوبر 1980       |
|             | الاتحاد الدولي للاتصالات           | 24 فبراير 1871               | 22 نوفمبر 1977      |
|             | منظمة حظر الأسلحة الكيميائية       | ?                            | ?                   |
|             | مؤسسة التمويل الدولية              | 20 يوليو 1956                | 1 أكتوبر 1980       |
|             | منظمة التجارة العالمية             | 1995                         | ?                   |
|             | منظمة الشرطة الجنائية الدولية      | ?                            | ?                   |
|             | البنك الإفريقي للتنمية             | ?                            | ?                   |

## وصلات خارجية
- موقع وزارة الخارجية البريطانية